# Trillfingen
Trillfingen ist ein Stadtteil der Stadt Haigerloch im Zollernalbkreis in Baden-Württemberg
(Deutschland). Das Dorf befindet sich nördlich von Haigerloch unmittelbar oberhalb des Tals der Eyach.
Zum Stadtteil Trillfingen gehören das Dorf Trillfingen, die fürstliche Domäne Salenhof, die Höfe Kremensee und die Häuser Sägewerk, Talmühle, Wirtschaft zum Karlstal und Zimmerei.

## Geschichte
Trillfingen wurde erstmals 1275 (als Truheluingen) erwähnt und gehörte stets zur Herrschaft Haigerloch, die damals bereits seit über einem Jahrhundert von den Grafen von Hohenberg repräsentiert wurde. 1381 ging mit dem  Verkauf von Haigerloch an die Habsburger auch Trillfingen in deren Herrschaft über. 
Nach wechselvoller Verpfändungs- und Besitzgeschichte (unter anderem die Grafen von Württemberg) gingen 1497 Stadt und Herrschaft durch Tausch mit der Herrschaft Rhäzüns an die Grafen von Zollern. Durch Erbteilung dieser Grafschaft entstand 1576 das unabhängige Reichs-Territorium  Hohenzollern-Haigerloch. Mit dem Aussterben der Haigerlocher Linie wurde die Regentschaft 1634 vom Fürstentum Hohenzollern-Sigmaringen übernommen. 
In der Folge der Märzrevolution 1848 wurden die Hohenzollernschen Lande und damit auch Trillfingen im April 1850 dem Königreich Preußen einverleibt; für die Verwaltung wurde das Oberamt Haigerloch eingesetzt, das 1925 im Landkreis Hechingen aufging.
Am 1. Januar 1973 wurde Trillfingen in die Stadt Haigerloch eingegliedert, gleichzeitig mit der Zuordnung der Stadt vom Landkreis Hechingen zum Zollernalbkreis.

## Sehenswürdigkeiten
- Kirche St. Valentin
- St.-Wendelinskapelle mit kleiner Orgel vom Anfang des 18. Jh.[4]
- Gasthaus Rössle